# (3859) Börngen
(3859) Börngen est un astéroïde de la ceinture principale.

## Description
(3859) Börngen est un astéroïde de la ceinture principale. Il fut découvert par Edward L. G. Bowell le 4 mars 1987 à Flagstaff (Observatoire Lowell). Il présente une orbite caractérisée par un demi-grand axe de 3,197 UA, une excentricité de 0,14 et une inclinaison de 2,885° par rapport à l'écliptique.
Il fut nommé en l'honneur de l'astronome Freimut Börngen.

## Compléments